# Diecezja Punalur
Diecezja Punalur – diecezja rzymskokatolicka w Indiach. Została utworzona w 1985 z terenu diecezji Quilon.

## Ordynariusze
- Selvister Ponnumuthan (od 2009)
- Joseph Kariyil (2005–2009)
- Mathias Kappil (1985–2005)